# Општина Сармаш (Харгита)
Сармаш (рум. Sărmaş) општина је у Румунији у округу Харгита.
Oпштина се налази на надморској висини од 692 m.